# Gedächtnishügel an die Union von Lublin

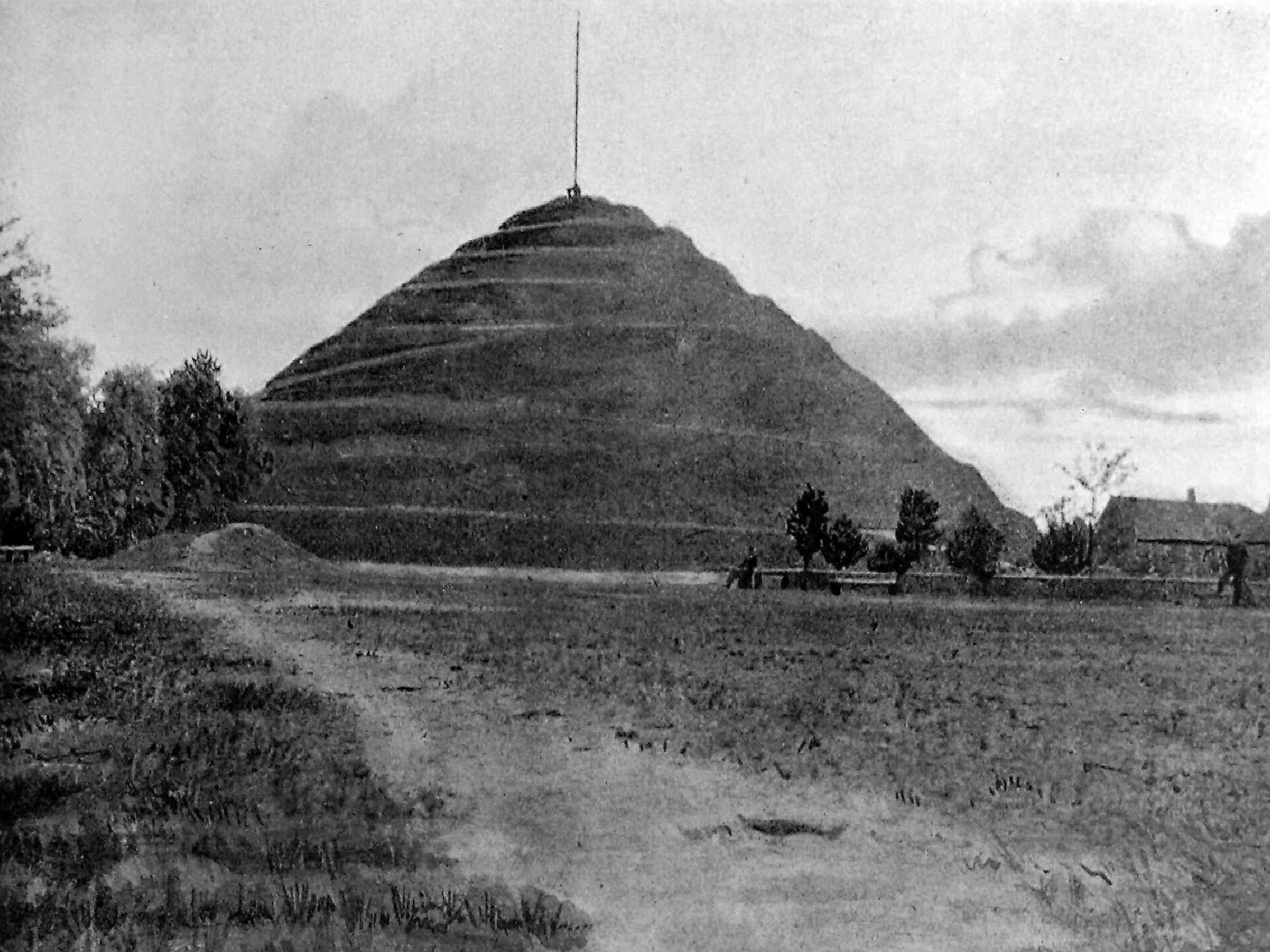
Ansicht von Westen (1904)

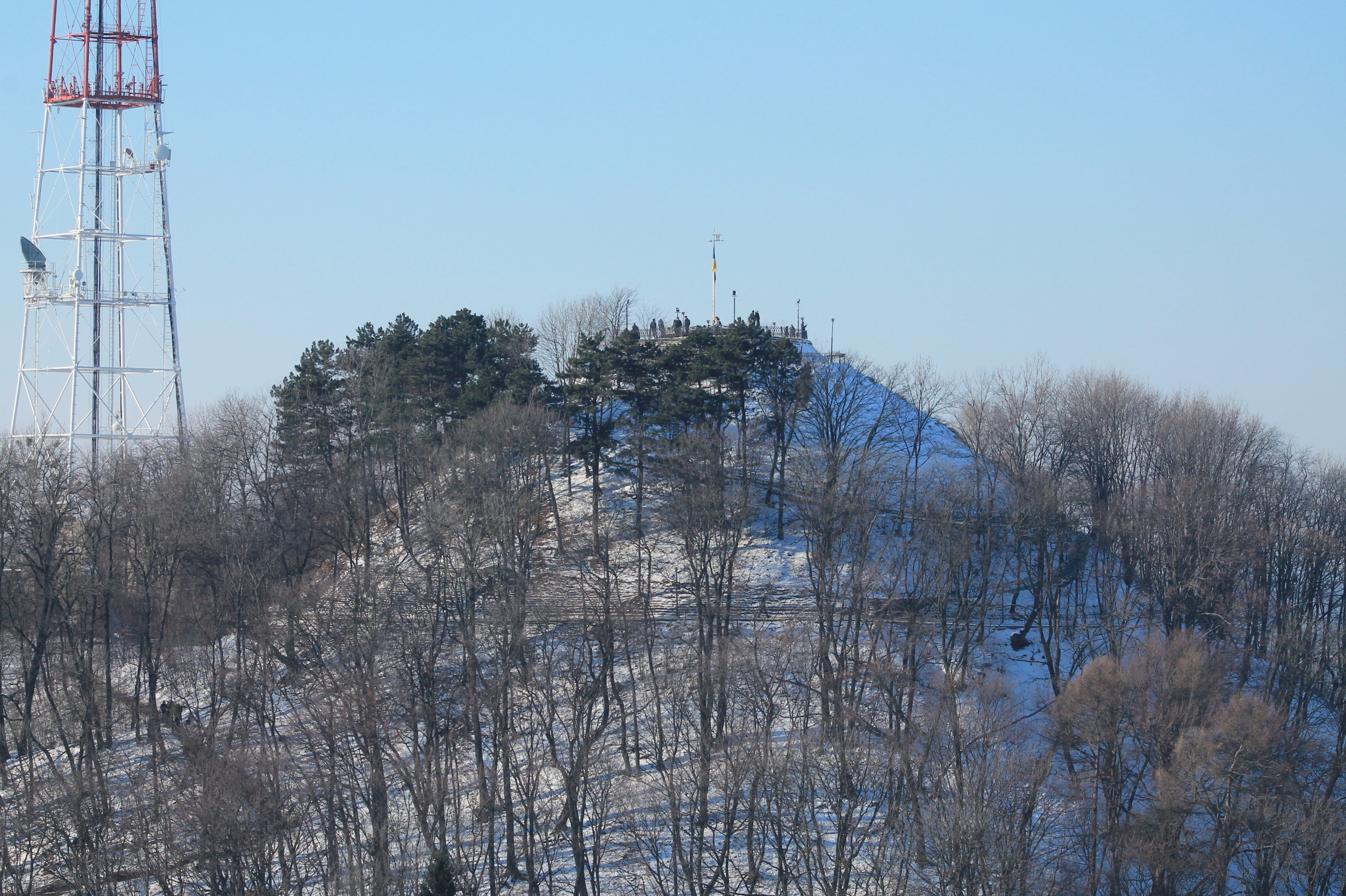
Ansicht von Südosten (2013)

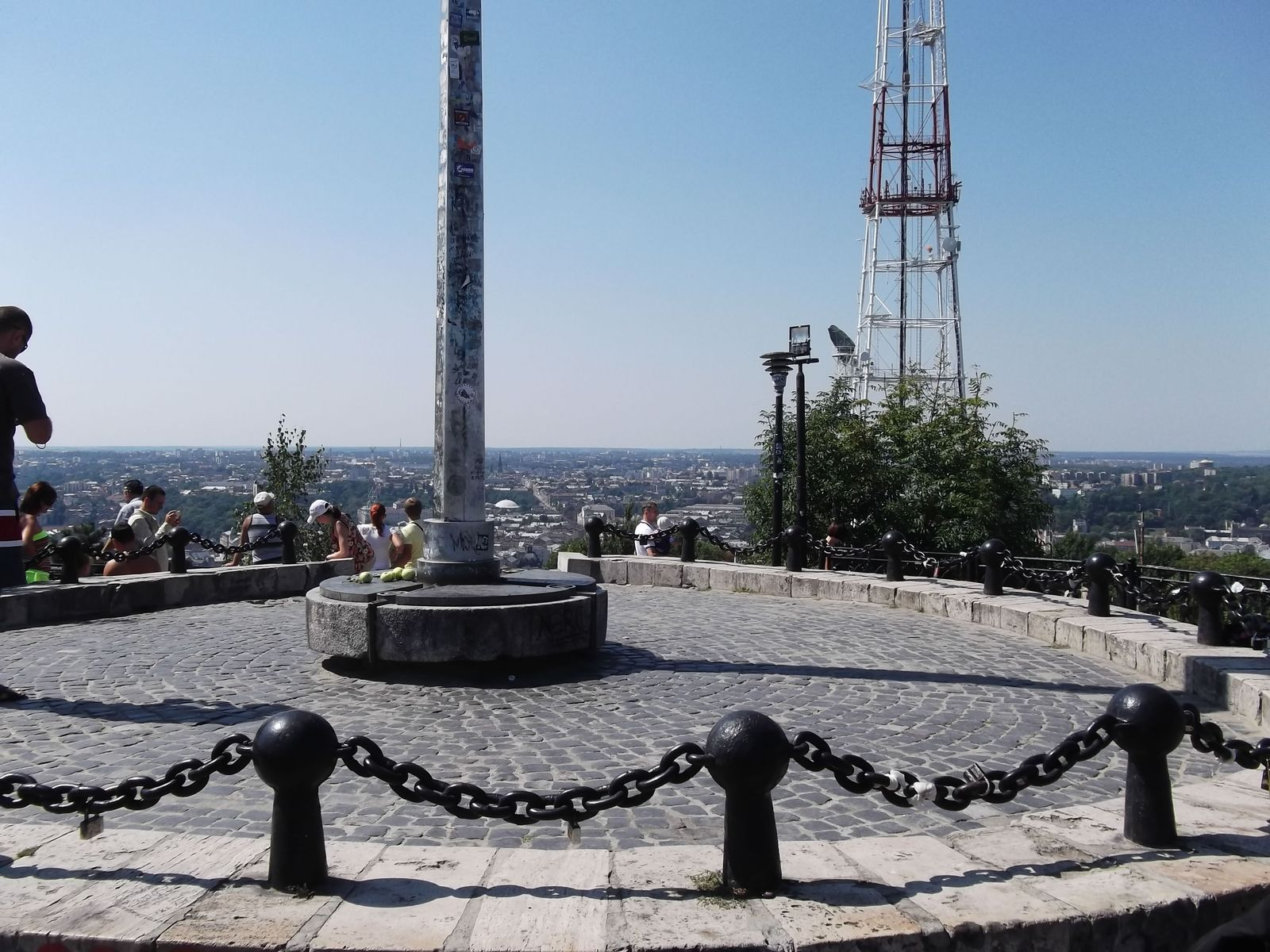
Aussichtsterrasse (2013)

Der Gedächtnishügel an die Union von Lublin (ukrainisch Копець Люблінської унії, polnisch Kopiec Unii Lubelskiej) wurde zum Gedenken nach dem 300. Jahrestag der Union von Lublin aufgeschüttet. Der Hügel auf der Samkowa hora (Замкова гора, Wysoki Zamek, Schlossberg) ist mit einer Höhe von 413 m der höchste Punkt der Stadt Lwiw (Lemberg) in der Ukraine. Die Union vereinigte am 11. August 1569 das Königreich Polen mit dem Großfürstentum Litauen. Auf dem Gedenkstein stand ein drittes Wappen für Ruthenien, das Weißrussland und weite Gebiete der heutigen Ukraine umfasste. Berg und Hügel liegen im Norden des Stadtzentrums und bieten einen weiten Rundblick.

## Geschichte
Das Vorbild eines Gedächtnishügels (poln. kopiec), der Kościuszko-Hügel (Kopiec Kościuszki) zu Ehren des polnischen Freiheitskämpfers Tadeusz Kościuszko, wurde von 1820 bis 1823 in Krakau errichtet. In Lemberg ging die Initiative vom Politiker und Juristen Franciszek Smolka aus. In den Jahren nach 1835 wurde der heute 35 Hektar große Park angelegt. Nach einem Besuch des Kaisers Franz Joseph erhielt der Sandberg den Namen Franz-Josephs-Berg. Smolka verwandte einen Teil seines Vermögens für das Vorhaben, das mit tätiger Hilfe der Lemberger Bürger von 1869 bis 1900 ausgeführt wurde. Der Berg wuchs von 398 auf 413 Meter Höhe.
Der Hügel ist inzwischen von Bäumen und Buschwerk bewachsen und wird von einer Aussichtsterrasse gekrönt.